# 范美英
范美英（1940年2月—2021年1月25日），女，广东省梅县人，中国妇科医师，龙川县中医院原副院长，第七届全国人大代表。

## 生平
1940年2月（一说1941年）出生。1966年8月毕业于广东省广州市中山医学院医疗系六年全日制本科，曾留校工作两年，之后在基层卫生院担任住院医师。1974年调入龙川县中医院。1975年在广州中医学院进修中医妇科二年，此后从事中西医结合医疗工作。1984年4月当选龙川县人大常委会副主任、广东省第六届人民代表大会代表。1988年3月当选第七届全国人民代表大会代表。1994年5月当选河源市人大常委会副主任。
2021年1月25日凌晨3时22分在河源市人民医院逝世。